# Beschermde gebieden in Armenië

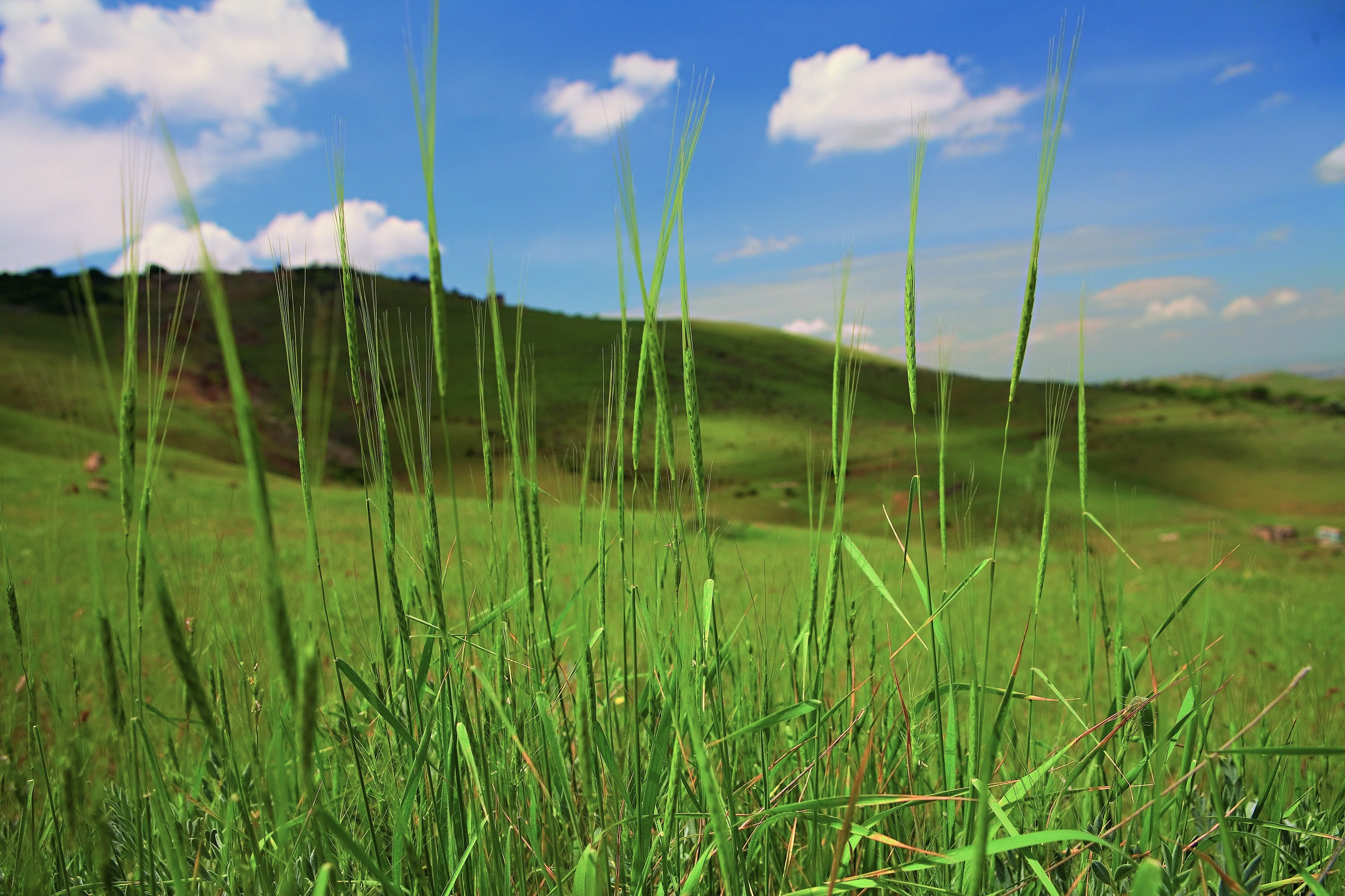
Natuurreservaat Erebuni

De beschermde gebieden in Armenië omvatten 374.000 hectare, oftewel meer dan 12% van het Armeens grondgebied. In 2011 waren er 3 staatsnatuurreservaten, 4 nationale parken en 27 overige natuurgebieden. Daarnaast zijn er ruim 200 natuurmonumenten van beperkte omvang .
De gebieden worden beschermd binnen een systeem van 'speciaal beschermde natuurgebieden' (specially protected nature areas) (SPNA). Het SPNA-systeem werd ingesteld in 1958 en omvat in afnemende mate van strikte bescherming staatsnatuurreservaten, nationale parken en andere natuurgebieden. Daarnaast zijn er heiligdommen en andere natuurlijke monumenten. De natuurgebieden in Armenië bieden habitats voor meer dan 1000 soorten planten en honderden gewervelde diersoorten, waaronder de bruine beer, de bezoargeit, moeflons, wilde zwijn, een luipaardsoort en de Euraziatische lynx, waarvan vele soorten zijn opgenomen op de "Rode lijst van bedreigde soorten". Sommige van deze soorten worden bedreigd door de commerciële jacht. Momenteel is ongeveer 60-70% van de flora en fauna van Armenië beschermd in de SPNA's, waaronder het merendeel van zeldzame, bedreigde en endemische soorten, evenals de milieus van deze soorten.

## Staatsnatuurreservaten
- Natuurreservaat Khosrov, opgericht in 1958
- Natuurreservaat Shikahogh, opgericht in 1958
- Natuurreservaat Erebuni, opgericht in 1958

## Nationale parken

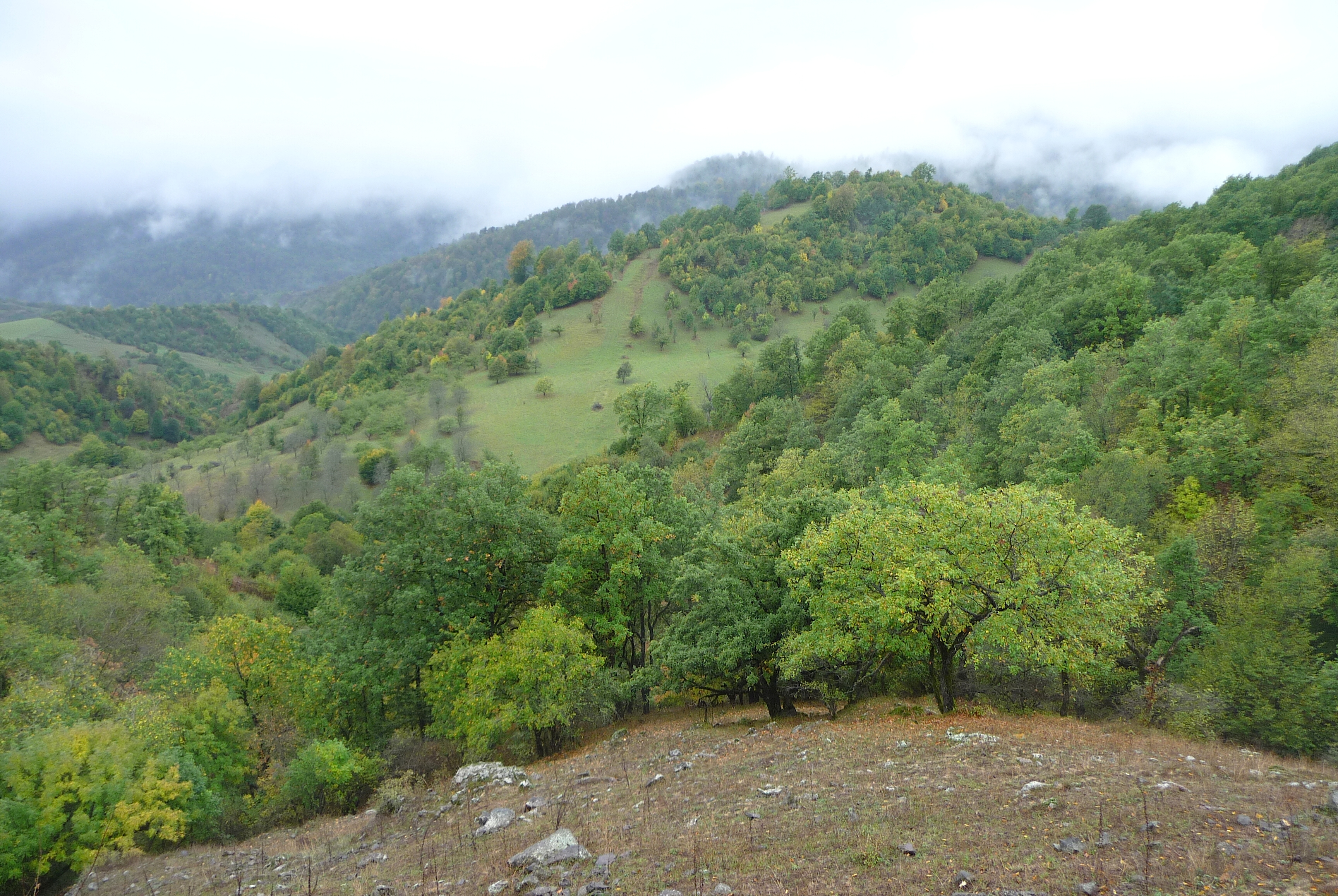
Nationaal park Dilijan

- Nationaal park Dilijan, opgericht in 1958
- Nationaal park Sevan, opgericht in 1978
- Nationaal park Arpimeer, opgericht in 2010
- Nationaal park Arevik, opgericht in 2010

## Overige natuurgebieden
De overige gebieden genieten enige bescherming maar menselijke gebruik tot op zekere hoogte is geoorloofd.

## Natuurmonumenten

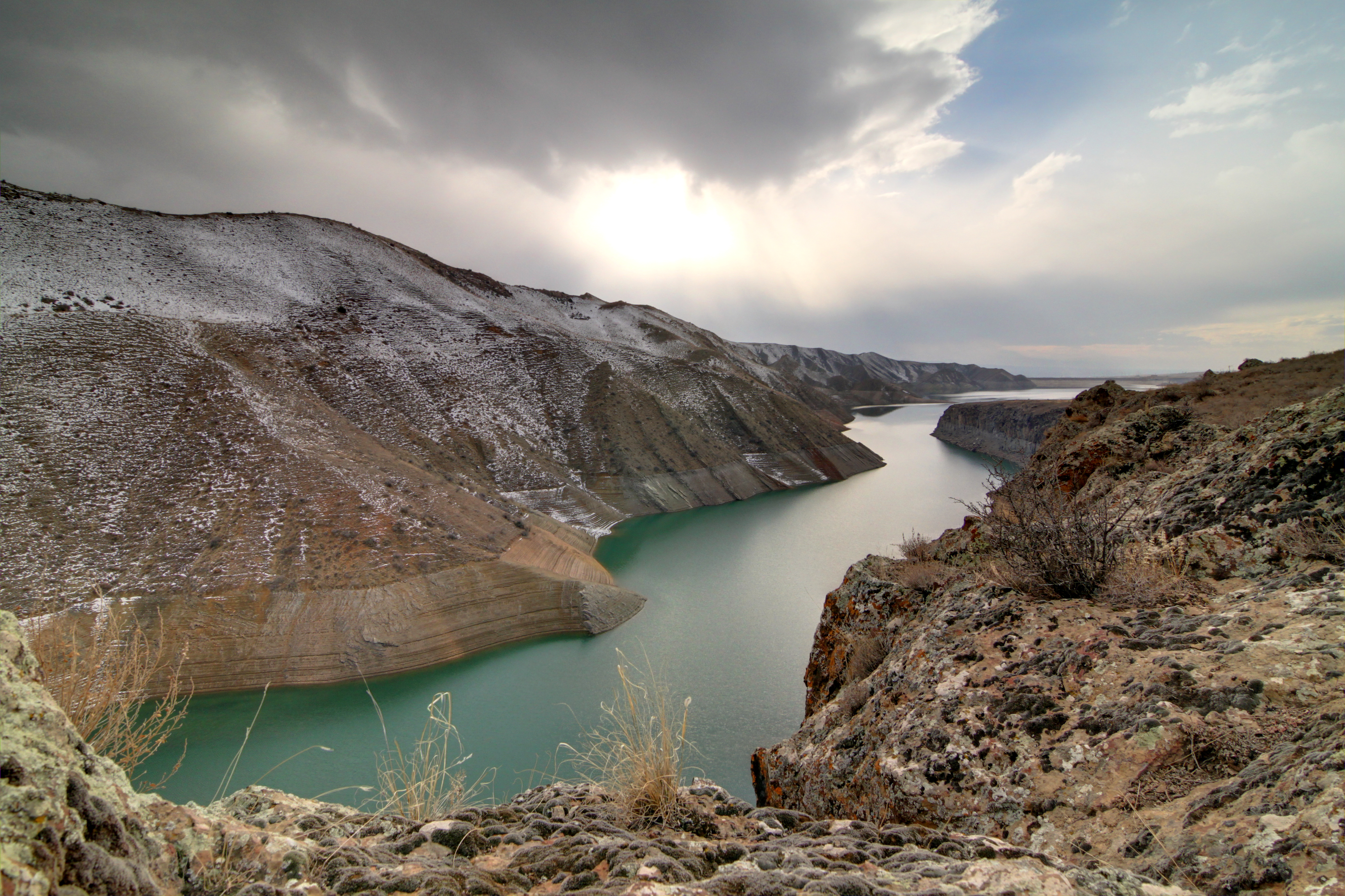
Natuurmonument: Azat stuwmeer langs de rivier Azat (Kotayk)

In Armenië zijn 230 natuurmonumenten, veelal zeer bijzondere natuurobjecten van geringe omvang.  
Volgens de wet "Op de speciaal beschermde gebieden" (1991) hebben dergelijke objecten met uitzonderlijke wetenschappelijke, historische en culturele betekenis de status van beschermd gebied.